# Littorina mandshurica
Littorina mandshurica (лат.) — вид брюхоногих моллюсков из семейства литторин. Обычно встречается в зоне высоких приливов и в зоне заплеска.

## Внешний вид и строение
Раковина этой литторины крепкая, высотой до 19, диаметром до 18 мм. Имеет 5—5,5 оборотов; окраска оливковая, коричневая или чёрная. Скульптура раковины образована косыми осевыми линиями роста и многочисленными мелкими, слегка волнистыми спиральными рёбрышками.

## Распространение и места обитания
Встречаются в Японском море на побережьях у северной половины острова Хонсю, острова Хоккайдо, южных Курильских островов, южного и юго-восточного Сахалина. Живут на литорали и в сублиторали, в основном на камнях и скалах. Кормятся, соскребая водорослевые обрастания с камней. Могут адаптироваться к жизни в эстуариях с низкой солёностью воды.

## Размножение
Нерестятся весной. Яйцевые капсулы линзовидной формы плавают в планктоне.

## Littorina breviculaи человек
Охранный статус вида не оценивался, он безвреден для человека, не является объектом промысла.